# 香茅粒孢堆黑粉菌
香茅粒孢堆黑粉菌（学名：Sporisorium cymbopogonis-distantis）是属于黑粉菌目黑粉菌科孢堆黑粉菌属的一种真菌，寄生在香茅属植物上。该种分布于中国。